# Rai Radio 2
Radio 2 es la segunda radio pública de la italiana RAI, que emite desde la zona meridional de Italia (Roma-Nápoles-Bari). 
El 18 de marzo de 1934 se emitieron las primeras difusiones de RAI2 en la onda media de Roma, en la primera década se pasó a emitir desde la zona septentrional del país (Milán-Turín-Génova), hasta ser como es hoy con la reestructuración de 1952, cuando ya se emitía Rai Radio Tre. Emite programas de entretenimiento y música variada.

## Programas más populares de Rai Radio 2 en todos los años
En los 70', 80' y 90':
- Bollettino del mare y Avvisi ai naviganti
- I giorni, con Ughetta Lanari y, con: Giovanni Gigliozzi, Franco Piccinelli, Corrado Augias, Nantas Salvalaggio, Giorgio Saviane
- L'aria che tira
- Corradodue con Corrado
- La luna nel pozzo con Michele Mirabella e Ubaldo Lai
- Le interviste impossibili con Lidia Motta
- Sala F con Mimmo Gennarini, Flaminia Morandi
- Radiodue 3131 con Corrado Guerzoni, Oliviero Beha, Gianluca Nicoletti y Paolo Restuccia
- Un minuto per te con Carlo Cremona
- 3131 notte con Maurizio Ciampa y Marco Guzzi
- Golem (de 1993 a 1997) con Gianluca Nicoletti

A partir del 2000: 
- Il ruggito del coniglio, con Antonello Dose y Marco Presta
- Fabio e Fiamma
- Il cammello di Radio2 con Mixo, Lorenzo Scoles y Alex Braga.
- 610 (Sei uno Zero), con Lillo e Greg, Alex Braga
- Viva Radio2, con Fiorello y Marco Baldini
- Gli spostati
- Atlantis con Lorenzo Scoles
- Caterpillar, con Massimo Cirri y Filippo Solibello
- Cóndor, conducido por Luca Sofri
- Catersport
- Rai dire Sanremo, con Gialappa's Band durante el periodo del festival
- Rai Dire Gol con Gialappa's Band durante el periodo del Mundial de Fútbol y Eurocopa.

## Informativos
- GR2
- Meteo Radio
- CCISS